# You Shook Me
You Shook Me ist ein 1962 aufgenommener Blues-Song des Chicago-Blues-Musikers Muddy Waters. Die Melodie wird von Muddy Waters gesungen und unisono vom Earl Hooker auf der Slide-Gitarre gespielt. You Shook Me wurde eine von Muddy Waters’ bekanntesten Singles in den frühen 60er Jahren und wurde von zahlreichen Blues- und Rock-Musikern gecovert.

## Hintergrund
You Shook Me hat eine einzigartige Geschichte unter Muddy Waters’ Songs: Es ist der erste seiner Songs der seinen Gesang enthält, der per Overdubbing über einen existierenden Song gelegt wurde. Dieser Song ist Blue Guitar, ein instrumentaler Slide-Gitarren-Blues, der während einer Aufnahmesession von Earl Hooker für Chief Records am 3. Mai 1961 aufgenommen wurde. Um die Session zu beginnen, spielten Hooker und seine Begleitband einen „Aufwärmsong“, der relativ locker aus früheren Hooker-Songs geformt wurde. Es wurde eine Aufnahme gemacht, scheinbar ohne dass Hooker dies wusste. Neben Earl Hooker (Slide-Gitarre) spielten A.C. Reed und Ernest Cotton (Tenorsaxophone), Johnny „Big Moose“ Walker (Orgel, Klavier), Ernest Johnson (E-Bass) und Bobby Little (Schlagzeug). Gelegentlich werden auch Willie Dixon (Kontrabass), Lafayette Leake oder Otis Spann (Klavier) und Casey Jones (Schlagzeug) genannt.
Chief-Records-Besitzer und Produzent Mel London veröffentlichte den Song 1962 bei dem untergeordneten Label Age Records unter dem Titel Blue Guitar, wobei er Earl Hooker als Musiker und Autor angibt. Die Single wurde in Chicago sehr popular und verkaufte sich ungewöhnlich gut für einen rein instrumentalen Blues.

## Muddy Waters’ Song
Der Chess Records Besitzer und Produzent Leonard Chess, war sich eines größeren Potentials für den Song bewusst und trat an London von Chief Records heran, um Blue Guitar für die nächsten Muddy-Waters-Aufnahmen zu benutzen. Es wurde eine Vereinbarung getroffen und am 27. Juni 1962 nahm Muddy Waters eine Gesangsspur mit einem Text von Willie Dixon und J. B. Lenoir auf, die per Overdubbing über Hookers Aufnahmen von 1961 gelegt wurde. Trotz der Unnatürlichkeit funktionierte es überraschend gut, was zum großen Teil dem gemeinsamen musikalischen Hintergrund der Musiker geschuldet ist (beide kamen aus dem Mississippi-Delta). Chess veröffentlichte die Aufnahme unter dem Titel You Shook Me.
Dixons Text wird oft mit anderen Songs verglichen, die er für Chicago-Blues-Musiker geschrieben hat, wie I Can’t Quit You Baby für Otis Rush und Mad Love für Muddy Waters. You Shook Me erzählt auch von den Konsequenzen einer Affaire für einen verheirateten Mann:
You know you shook me baby, you shook me all night long (zweimal)
Oh you kept on shakin’ me darlin’, oh you messed up my happy home
Für die Melodie sang Muddy Waters einfach Hookers Slide-Gitarrenstimme, was den Song unverwechselbar machte. You Shook Me ist ein moderat-langsamer 12-taktiger Blues, im 12/8-Takt und D-Dur.
Obwohl You Shook Me die nationalen Charts nicht erreichte, war es erfolgreich genug, dass Leonard Chess das Prinzip wiederholen wollte. Im Oktober 1962, ließ er Muddy Waters Overdubs zu drei weiteren instrumentalen Songs von Hooker anfertigen. Einer von diesen, You Need Love, war ebenfalls erfolgreich und verkaufte sich besser als Muddy Waters’ Aufnahmen aus den frühen 60er Jahren.
1963 veröffentlichte in Großbritannien Pye Records diese Muddy-Waters-/Earl-Hooker-Songs auf einer EP. Die EP war sehr beliebt bei den damaligen Teenagern Jeff Beck und Jimmy Page. Manager und Produzent Giorgio Gomelsky behauptete, er habe ein Treffen arrangiert, auf dem Dixon (zusammen mit Howlin’ Wolf und Sonny Boy Williamson II.) unveröffentlichte Aufnahmen mehrerer Songs, inklusive You Shook Me und Little Red Rooster, Eric Clapton, Jimmy Page, Brian Jones, John Mayall und anderen vorführte. Dixon erinnerte sich, damals viele Aufnahmen herausgegeben zu haben, die später von den Yardbirds und den Rolling Stones aufgenommen wurden.

## Version der Jeff Beck Group
Der britische Gitarrist Jeff Beck nahm You Shook Me mit der ersten Jeff-Beck-Group-Besetzung während der Sessions für das Album Truth im Mai 1968 auf. Becks Hard-Rock-Arrangement war mit seinem dynamischen Wechselspiel zwischen Becks Gitarre und Rod Stewarts Stimme ein Highlight bei den Liveauftritten. Beck benutzte eine Fuzz-Box und ein Wah-Wah-Pedal für seine ausgedehnten Fills um Stewarts Gesang wie auch für sein Solo. Der Song endet mit einem Gitarrenverstärker-Feedback, was Beck im Truth-Booklet so beschreibt:

“Last note of song is my guitar being sick — well so would you if I smashed your guts for 2:28.”

„Mit der letzten Note des Songs hat es meine Gitarre satt – würdest du auch, wenn ich 2:28 Minuten auf deine Eingeweide einschlagen würde.“

Beck-Biograph Martin Power setzt hinzu:

“Jeff's solo at the end of 'You Shook Me' indeed lived up to his claim, vomiting all over Rod's shoes at the conclusion”

„Jeffs Solo am Ende von "You Shook Me" wird seinem Anspruch gerecht, zum Schluss alles über Rods Schuhe zu speien.“

Für die Aufnahme steuerte Studiomusiker John Paul Jones (der auf Becks Bolero und Happenings Ten Years Time Ago von den Yardbirds Bass spielt) den Orgel-Part bei, den er auch später für die Version von Led Zeppelin spielen wird. Obwohl Columbia eine 45-rpm-„Demonstration-Record“ von You Shook Me verbreitete, wurde nie eine Single für die allgemeine Öffentlichkeit veröffentlicht. Der Song ist Bestandteil von Truth und verschiedenen Jeff-Beck-Sammlungen.

## Version von Led Zeppelin
Die britische Rockband Led Zeppelin nahm You Shook Me für ihr Debütalbum Led Zeppelin des Jahres 1969 auf. Es wurde als ein Stück post-psychedelischen Bluesrocks, mit einer gesunden Dosis theatralischem Gesangs von Robert Plant und Gitarrenfeuerwerken von Jimmy Page beschrieben. Mit 6:28 Minuten Länge ist diese Aufnahme deutlich länger als die Aufnahmen von Muddy Waters oder Jeff Beck. Die Pausen während des Gitarrensolos ausgenommen, verwendet Led Zeppelin ein einfaches zwölftaktiges Bluesarrangement, spielt aber in einem langsameren Tempo.
Während der Gesangsteile am Anfang und Ende nimmt Page Earl Hookers Slide-Gitarren-Melodie und dehnt sie mit einer großzügigen Menge von Gitarreneffekten aus, um sie Plants Gesang Note für Note anzupassen. Plant benutzt Willie Dixons Eröffnungsworte, lässt aber auch Worte von Robert Johnsons Stones in My Passway einfließen: „I have a bird that whistles and I have birds that sings“ (dt.: „Ich habe eine Vogel der pfeift und ich habe einen Vogel der singt“). Der Instrumental-Teil besteht aus drei zwölftaktigen Teilen, in den John Paul Jones (Orgel), Robert Plant (Mundharmonika) und Jimmy Page (Gitarre) Solo spielen. Die Begleitung wurde als sehr stark arrangiert beschrieben, da John Bonham den Einsatz des Beckens auf einen Schlag in jedem Takt begrenzt und die Hi-Hat unisono mit seiner Bass-Drum spielt.
Jones nahm seinen Teil einmal auf der Orgel und auf einem elektrischen Klavier auf. Page benutzte gegen Ende seine „Rückwärtsecho“-Technik für Plants Stimme und die Gitarre. Die Produktionstechnik beinhaltet ein Echo, das zu hören ist, bevor der eigentliche Klang zu hören ist. Dies wird erreicht, indem das Band umgedreht wird und ein Echo auf eine separate Spur aufgenommen wird. Dann wird das Band wieder umgedreht und das Echo geht dem Klang voraus. Page hat diese Methode ursprünglich entwickelt, als er 1967 die Single Ten Little Indians mit den Yardbirds aufgenommen hatte. Wie er später erzählte:

“I said, "Look, turn the tape over and employ the echo for the brass on a spare track. Then turn it back over and we'll get the echo preceding the signal." The result was very interesting -- it made the track sound like it was going backwards.”

„Ich sagte: "Komm, dreh das Band um und nimm das Echo für die Bläser auf eine separate Spur auf. Dann drehe es wieder zurück und wir werden das Echo vor dem Signal haben." Das Ergebnis war sehr interessant – der Titel klang dadurch so als würde er rückwärts laufen.“

Led Zeppelin führte You Shook Me während ihrer Konzert-Touren bis Oktober 1969 auf, und danach nur noch gelegentlich, da die Band begann, immer mehr Material von den folgendem Album in ihre Live-Aufführungen einzubauen. Zwei Versionen von 1969 und 1971 sind auf ihrem Album BBC Session enthalten. Die Led Zeppelin DVD von 1970 enthält eine Aufführung aus der Royal Albert Hall. Jimmy Page führte den Song 1999 auf seiner Tour mit The Black Crowes auf. Diese Version ist auf dem Album Live at the Greek zu hören.

### Streit um den Einfluss
Da ihre Version neun Monate nach der von Beck veröffentlicht wurde und beide Versionen Ähnlichkeiten hatten, wurde Led Zeppelin beschuldigt, Becks Idee gestohlen zu haben. Page schrieb dies einem Zufall zu, da Beck und er ähnlichen Hintergrund und Geschmack hätten, und leugnete, Becks Version gehört zu haben. Page erklärte 1977:

“[Beck] had the same sort of taste in music as I did. That's why you'll find on the early LPs we both did a song like "You Shook Me." It was the type of thing we'd both played in bands. Someone told me he'd already recorded it after we'd already put it down on the first Zeppelin album. I thought, "Oh dear, it's going to be identical," but it was nothing like it, fortunately. I just had no idea he'd done it. It was on Truth but I first heard it when I was in Miami after we'd recorded our version. It's a classic example of coming from the same area musically, of having a similar taste.”

„Beck hatte die gleiche Art Musikgeschmack wie ich. Deswegen findet man auf den frühen LPs von uns beiden Songs wie "You Shook Me". Das war die Art von Sachen, die wir beide in Bands gespielt hatten. Jemand sagte mir, er hätte es schon aufgenommen, nachdem wir es in das erste Zeppelin Album gemacht hatten. Ich dachte: "Oje, es wird identisch sein!", aber es war glücklicherweise nicht so. Ich hatte einfach keine Ahnung, dass er es auch aufgenommen hatte. Es war auf Truth, aber ich habe es erst gehört, als ich in Miami war, nachdem wir unsere Version aufgenommen hatten. Es ist ein klassisches Beispiel dafür, aus demselben Musikbereich zu kommen, einen ähnlichen Geschmack zu haben.“

Dennoch bestätigte Beck 1976 während eines Interviews mit Billy Altman von NME, dass Page Peter Grant zu verschiedenen Konzerten der Jeff Beck Group begleitet hatte, als sie erstmals in Amerika gespielt hatten. Rod Stewart machte in den 80ern in einer Radio Show eine ähnliche Behauptung über Page. Beck und Stewart erinnerten sich beide daran, dass Jimmy Page auf ihrer USA-Tour mitgereist ist und offenkundig all ihr Material gehört hatte.
Led-Zeppelin-Biograph Mick Wall stellt in When Giants Walked the Earth: A Biography of Led Zeppelin heraus, dass Peter Grant Jimmy Page eine Kopie von Truth gegeben hatte, Wochen bevor es veröffentlicht wurde, und, dass es unvorstellbar ist, dass John Paul Jones nicht daran gedacht hat, dass er auf der Truth-Version auch Hammond-Orgel spielt.

## Aufführungen von erwähnenswerten Musikern
Mehrere Blues- und Rock-Musiker haben eine Version von You Shook Me aufgenommen: The Blues Band, Willie Dixon, Etta James, B. B. King, George Lynch, Artimus Pyle, Mick Taylor, Led Zeppelin und Jeff Beck.